# Џеј-Ар Смит
Џеј Ар Смит (енгл. Earl Joseph "J. R." Smith III; Фрихолд Бороу, 9. септембар 1985) амерички је бивши кошаркаш. Играо је на позицији бека. Тренутно је колеџ голфер.
Од 2004. је НБА играч са значајним индивидуалним учинком, а једну сезону је провео у Кини. 2013. године изабран је за најбољег шестог играча НБА лиге. Важи за једног од најбољих шутера, посебно за три поена. Са 22 покушаја за три поена на једној утакмици, држи рекорд НБА лиге.

## Каријера
Смит је одрастао у једном предграђу Њу Џерзија, где је начинио своје прве кошаркашке кораке. Похађајући пар средњих школа, у којима је и играо, бележио је просечно 27 поена, 6 скокова и 5 асистенција. Иако је било изгледа да ће отићи на неки од престижних колеџа, ипак се одлучио да одмах изађе на НБА драфт.

### Њу Орлеанс
На драфту 2004. године изабран је у првој рунди као 18. пик од стране Њу Орлеанс хорнетса. Већ у првој сезони имао је солидну просечну статистику од 10,3 поена, 2 скока и 1 асистенцију по мечу. Исте сезоне учествовао је у такмичењу у закуцавању. Следеће сезоне његов статистички допринос екипи је значајно опао, пре свега зато што је највећи део терета преузео плеј Крис Пол.

### Денвер
У јулу 2014. године десиће се пар трејдова у којима ће и Смит учествовати. Прво је 14. јула био у трејду заједно са Пи Џеј Брауном завршио у Чикаго булсима у замену за Тајсона Чендлера. Већ 20. јула бива трејдован у Денвер нагетсе у замену за Хауарда Излија. Тим који се градио око прве звезде тима Кармела Ентонија требало је да важи за једног од главних конкурената у плеј'офу. Ипак иако су у регуларном делу сезоне били веома конкурентни, плеј'оф им није доносио значајне резултате. И сам Смит је знатно лошије играо у доигравању.
Дана 13. априла 2009. године у победи над Сакраменто кингсима од 118-98, постигао је рекорд каријере од 45 поена. Тог дана је са 11 тројки поставио рекорд франшизе Нагетса и био само на једну тројку од изједначавања рекорда НБА лиге који држе Коби Брајант и Донјел Маршал. Следеће сезоне је у победи против Атланте постигао 41 поен уз 10 постигнутих тројки из 17 покушаја. У својој последњој сезони у Денверу 2010/11. у одсуству Кармела који је трејдован у Њујорк, Смит је одиграо веома добру улогу шестог човека у тиму бележећи просечно 12,3 поена, 4,1 скокова и 2,2 асистенције по мечу.

### Кина-Џеђанг
Током НБА локаута 2011. године Смит је прешао да игра у Кини, у екипи Голден Болса из Џеђанга. Ипак одмах по окончању локаута Смит је желео да се врати али није успео те је целу сезону провео у Кини. Имао је импозантни учинак у овом тиму. 1. фебруара 2012. године постигао је 60 поена уз 14 тројки из 18 покушаја. Ту сезону у Кини је одиграо са феноменалним просеком од 34,4 поена, 7,4 скокова, 4,1 асистенција и 2,5 украдених лопти по мечу.

### Њујорк
По завршетку локаута Смит се враћа у НБА лигу и овога пута потписује за екипу Њујорк никса. Већ на првој утакмици постиже 15 поена и показује да ће бити врло вредно појачање. Због тога у току лета је продужио уговор са Никсима. Следећа сезона је била вероватно и најбоља Смитова сезона у НБА лиги. Њујорк је коначно после дугог низа година играо добру кошарку и био конкурентан свим тимовима. Иако је прва звезда тима био његов саиграч из Денвера, Кармело Ентони, Смит је веома добро користио своје минуте. Имао је неколико фантастичних утакмица у којима је био кључни играч Њујорка постижући преко 30 поена. Сезону је завршио са просеком од 18,1 поена уз 5,3 скокова и 2,7 асистенција по утакмици. То је било довољно да освоји награду за најбољег шестог играча читаве НБА лиге. Тако је постао тек трећи играч у историји Њујорка коме је то пошло за руком, после Џона Старкса и Ентони Мејсона. 6. априла 2014. године имао је 22 покушаја за три поена чиме је оборио рекорд од 21 покушаја Дејмона Стодемајера из 2005., и поставио рекорд НБА лиге.

### Кливленд
Јануара 2015. године Смит је био део великог трејда три тима, у којем је заједно са саиграчем Имамом Шампертом завршио у екипи Кливленда. Постао је део тима који је конкурисао за титулу. Међутим због повреда неких од водећих играча, пре свега Кевина Лова али и Кајри Ирвинга, тим окупљен око Леброна Џејмса није успео да дође до титуле. У финалу су изгубили од Голден Стејт вориорса. По окончању ове сезоне потписује нови двогодишњи уговор са Кливлендом.

### НБА статистика

#### Просечно по утакмици
| Сезона   | Екипа        | ОУ  | СУ  | МПУ  | ПШ%  | 3П%  | СБ%   | СПУ | АПУ | УПУ | БПУ | ППУ  |
| -------- | ------------ | --- | --- | ---- | ---- | ---- | ----- | --- | --- | --- | --- | ---- |
| 2004/05. | Њу Орлеанс   | 76  | 56  | 24.5 | .394 | .288 | .689  | 2.0 | 1.9 | .7  | .1  | 10.3 |
| 2005/06. | Њу Орлеанс   | 55  | 25  | 18.0 | .393 | .371 | .822  | 2.0 | 1.1 | .7  | .1  | 7.7  |
| 2006/07. | Денвер       | 63  | 24  | 23.3 | .441 | .390 | .810  | 2.3 | 1.4 | .8  | .1  | 13.0 |
| 2007/08. | Денвер       | 74  | 0   | 19.2 | .461 | .403 | .719  | 2.1 | 1.7 | .8  | .2  | 12.3 |
| 2008/09. | Денвер       | 81  | 18  | 27.7 | .446 | .397 | .754  | 3.7 | 2.8 | 1.0 | .2  | 15.2 |
| 2009/10. | Денвер       | 75  | 0   | 27.8 | .414 | .338 | .706  | 3.1 | 2.4 | 1.3 | .3  | 15.4 |
| 2010/11. | Денвер       | 79  | 6   | 24.9 | .435 | .390 | .738  | 4.1 | 2.2 | 1.2 | .2  | 12.3 |
| 2011/12. | Њујорк       | 35  | 1   | 27.6 | .407 | .337 | .709  | 3.9 | 2.4 | 1.5 | .2  | 12.5 |
| 2012/13. | Њујорк       | 80  | 0   | 33.5 | .422 | .356 | .762  | 5.3 | 2.7 | 1.3 | .3  | 18.1 |
| 2013/14. | Њујорк       | 74  | 37  | 32.7 | .415 | .394 | .652  | 4.0 | 3.0 | .9  | .3  | 14.5 |
| 2014/15. | Њујорк       | 24  | 6   | 25.8 | .402 | .356 | .692  | 2.4 | 3.4 | .8  | .2  | 10.9 |
| 2014/15. | Кливленд     | 46  | 45  | 31.8 | .425 | .390 | .818  | 3.5 | 2.5 | 1.4 | .4  | 12.7 |
| 2015/16† | Кливленд     | 77  | 77  | 30.7 | .415 | .400 | .634  | 2.8 | 1.7 | 1.1 | .3  | 12.4 |
| 2016/17  | Кливленд     | 41  | 35  | 29.0 | .346 | .351 | .667  | 2.8 | 1.5 | 1.0 | .3  | 8.6  |
| 2017/18  | Кливленд     | 80  | 61  | 28.1 | .403 | .375 | .696  | 2.9 | 1.8 | .9  | .1  | 8.3  |
| 2018/19  | Кливленд     | 11  | 4   | 20.2 | .342 | .308 | .800  | 1.6 | 1.9 | 1.0 | .3  | 6.7  |
| 2019/20† | Л.А. Лејкерс | 6   | 0   | 13.2 | .318 | .091 | 1.000 | .8  | .5  | .2  | .   | 2.8  |
| Каријера | Каријера     | 977 | 395 | 26.9 | .419 | .373 | .733  | 3.1 | 2.1 | 1.0 | .2  | 12.4 |

#### Плеј-оф
| Сезона   | Екипа        | ОУ  | СУ | МПУ  | ПШ%  | 3П%  | СБ%   | СПУ | АПУ | УПУ | БПУ | ППУ  |
| -------- | ------------ | --- | -- | ---- | ---- | ---- | ----- | --- | --- | --- | --- | ---- |
| 2007.    | Денвер       | 4   | 0  | 11.8 | .273 | .000 | 1.000 | 2.3 | .5  | 1.0 | .3  | 4.5  |
| 2008.    | Денвер       | 4   | 0  | 27.0 | .535 | .318 | .833  | 1.8 | 1.8 | 1.0 | .0  | 18.3 |
| 2009.    | Денвер       | 16  | 0  | 27.2 | .454 | .358 | .543  | 3.3 | 2.8 | 1.1 | .3  | 14.9 |
| 2010.    | Денвер       | 6   | 0  | 26.5 | .368 | .355 | .875  | 3.8 | 1.7 | .7  | .3  | 11.2 |
| 2011.    | Денвер       | 5   | 0  | 15.2 | .356 | .429 | .727  | 2.0 | 1.0 | .4  | .0  | 9.8  |
| 2012.    | Њујорк       | 5   | 0  | 35.0 | .316 | .179 | 1.000 | 2.6 | 2.2 | 1.2 | .2  | 12.2 |
| 2013.    | Њујорк       | 11  | 0  | 31.9 | .331 | .273 | .721  | 4.7 | 1.4 | 1.0 | .5  | 14.3 |
| 2015.    | Кливленд     | 18  | 4  | 31.1 | .403 | .359 | .700  | 4.7 | 1.2 | 0.9 | .6  | 12.8 |
| 2016†    | Кливленд     | 21  | 21 | 34.5 | .459 | .429 | .619  | 3.2 | 1.4 | 1.2 | .2  | 11.5 |
| 2017     | Кливленд     | 18  | 18 | 27.1 | .505 | .500 | .455  | 2.3 | .7  | .   | .3  | 8.1  |
| 2018     | Кливленд     | 22  | 22 | 32.1 | .348 | .367 | .773  | 2.7 | 1.1 | 1.0 | .2  | 8.7  |
| 2020†    | Л.А. Лејкерс | 10  | 0  | 7.5  | .269 | .273 | .000  | .3  | .3  | .2  | .0  | 2.0  |
| Каријера | Каријера     | 140 | 64 | 27.9 | .397 | .367 | .706  | 3.0 | 1.3 | .9  | .3  | 10.7 |

### Кинеска кошаркашка асоцијација
| Сезона   | Екипа  | ОУ | СУ | МПУ  | ПШ%  | 3П%  | СБ%  | СПУ | АПУ | УПУ | БПУ | ППУ  |
| -------- | ------ | -- | -- | ---- | ---- | ---- | ---- | --- | --- | --- | --- | ---- |
| 2011/12. | Џеђанг | 32 | 8  | 36.4 | .517 | .478 | .758 | 7.4 | 4.1 | 2.5 | .1  | 34.4 |

## Остало
Ван терена Смит важи за веома несташног момка. Био је учесник неколико саобраћајних несрећа, а у једној је остао без свог друга.
Има две ћерке којима су били кумови његови саиграчи: Кармело Ентони и Крис Пол.

## Успеси

### Клупски
- Кливленд кавалирси:
  - НБА (1): 2015/16.

- Лос Анђелес лејкерси:
  - НБА (1): 2019/20.

### Појединачни
- Шести играч године НБА (1): 2012/13.